# Mortis Ghost
Mortis Ghost, pseudonyme de Martin Georis, né le 30 janvier 1987, est un auteur de bande dessinée alternative et de romans graphiques belge.

## Biographie
Martin Georis naît le 30 janvier 1987,. Il aime jouer aux jeux vidéos.
Il est diplômé de l'École supérieure des arts Saint-Luc de Liège dans la section bande dessinée.
Il commence à publier dans divers fanzines de bande dessinée dès 2008 : Détruitu, Loyer, Petite Frappe, Transalpine Clitofanzine, Petit Fanzinorama illustré, 237° à l'ombre. Il publie également activement sur le site grandpapier.org,.
En 2008, il publie en ligne le jeu vidéo Off, réalisé à l'aide du logiciel RPG Maker 2003. Il réalise l'ensemble du jeu, intégrant une composition musicale originale par Alias Conrald Coldwood. Ce jeu recevra de nombreux prix à la cérémonie des Alex d'Or 2009 et sera traduit dans de nombreuses langues dont l'anglais, l'espagnol, le russe et le japonais. Toby Fox, créateur du jeu Undertale, le mentionne comme une de ses influences majeures.
À partir de 2015, il publie épisodiquement en ligne la série de science-fiction Dr Cataclysm, qui est par la suite réunie et publiée en format physique aux éditions bruxelloises L'Employé du Moi. Le premier tome Le Maître invisible paraît ainsi en volume relié en avril 2018. Il est suivi du deuxième opus Les Orphelins six mois plus tard. Georis livre le troisième volet La Flèche d'argent l'année suivante, et clôt la série avec Les Magiciens en 2020.
En 2018, il réalise le bande dessinée Mystérieux Objet céleste sur un scénario de Gaspard Ryelandt publié dans la même maison d'édition.
Il fait son entrée dans l'hebdomadaire Spirou avec un court récit de 3 planches intitulé La Princesse et le cuisinier aux côtés de Marie Spénale dans le numéro no 4323 du 17 février 2021. 
En 2022, il réalise seul le roman graphique Le Soleil des Mages publié par le même éditeur dans lequel il rend hommage à l'ouvrage Le Seigneur des Anneaux de J. R. R. Tolkien,.
En outre, il se fait lettreur pour l'ouvrage de Valentin Seiche intitulé The World et pour la couverture de la deuxième édition française de En Chine avec Green Day ?!! d'Aaron Cometbus aux éditions Tahin Party. Il est également illustrateur de L'Atlas des mondes fantastiques aux éditions PAM Hansel en 2021. En 2023, il co-écrit un jeu de rôle, Jump, basé sur une courte bande dessinée éponyme qui paraît dans Le Fanzine JDR de la Cale n°1. Il réalise  l'affiche de l'exposition Pop-up expo : Petit et partout : poche, petits formats et blow books à la KBR en 2024.
Il avoue admirer Johan et Pirlouit de Peyo dont sa grand-mère lui faisait la lecture petit,. Il aime aussi Funcky Town de son amie Mathilde Van Gheluwe.
En termes d'influences, il s’inspire des jeux vidéos, des mangas et en particulier Le Livre jaune de Fumiko Takano.
Parallèlement, il enseigne à l’Académie Constantin Meunier à Etterbeek. 

## Œuvres

### Jeu vidéo
- Off[26], réalisation, 2008.

### Albums de bande dessinée

#### Dr Cataclysm
- 1. Le Maître invisible[10], L'Employé du Moi, Bruxelles, 12 avril 2018
Scénario et dessin : Mortis Ghost - Couleurs : noir et blanc -  (ISBN 9782390040392)
- 2. Les Orphelins[11], L'Employé du Moi, Bruxelles, 15 octobre 2018
Scénario et dessin : Mortis Ghost - Couleurs : noir et blanc -  (ISBN 978-2-390-04043-9)
- 3. La Flèche d'argent, L'Employé du Moi, Bruxelles, 14 avril 2019
Scénario et dessin : Mortis Ghost - Couleurs : noir et blanc -  (ISBN 978-2-390-04051-4),Format manga.
- 4. Les Magiciens, L'Employé du Moi, Bruxelles, 6 mars 2020
Scénario et dessin : Mortis Ghost - Couleurs : noir et blanc -  (ISBN 978-2-390-04060-6),Format manga.

#### Mystérieux Objet céleste
- Mystérieux Objet céleste, L'Employé du Moi, Bruxelles, 14 novembre 2018
Scénario : Gaspard Ryelandt - Dessin : Mortis Ghost - Couleurs : bichromie -  (ISBN 9782390040491)

#### Le Soleil des Mages
- Le Soleil des Mages[15],[16],[27], L'Employé du Moi, Bruxelles, 4 mars 2022
Scénario et dessin : Mortis Ghost - Couleurs : quadrichromie -  (ISBN 978-2-390-04094-1) — réédition en 2025  (ISBN 978-2-390-04137-5)[28].

#### The World
- The World, Kinaye, coll. « Graphic Kids », 23 août 2019
Scénario, dessin et couleurs : Valentin Seiche -  (ISBN 9782357990098),Lettrage : Mortis Ghost.

### Illustration
- L'Atlas des mondes fantastiques, directeur de publication PAM Hansel avec Núria Tamarit, Gauvain Manhattan, Antoine Causaert, Amélie Fléchais, Victorin Ripert, Geoffroy Monde, Mortis Ghost, Exaheva, Valentin Seiche, Tarmasz, Nicolas Gendron, Yohan Sacré, Élodie Shanta, PAM Hansel, Chariospirale, Thibaut Rassat, Juliette Brocal, Anaïs Mamaar et Guillaume Penchinat, illustrations de Núria Tamarit, Mortis Ghost et Foliveli, 220 p., 2021,  (ISBN 9782957455508)

#### Périodiques
- Olivier Van Vaerenbergh, « Mortis Ghost redessine Johan et Pirlouit de mémoire », Focus Vif,‎ 9 juillet 2020 (lire en ligne , consulté le 15 janvier 2024).

### Émissions de radio
- Dans la stratosphère de Mortis Ghost, des bulles cosmiques, Les Carnets de la création par Aude Lavigne sur France Culture, (5 min 8 s), 29 novembre 2018.

### Podcasts
- L'affiche BD FIL 2018 + Dr.Cataclysm - Mortis Ghost - éd. L'Employé du Moi La chronique BD sur RTS, interview de Mortis Ghost (10 min 43 s), 26 avril 2018.
- Dans la bibliothèque de Mortis Ghost Dans ma bulle avec aVoir aLire, interview de Mortis Ghost (3 min), 13 mai 2022.
- Dans ma bulle #108. Arrêtez tout ! Mortis Ghost est notre invité ! sur avoir-alire.com (15 min 57 s), 15 mai 2022.